# Joaquín del Olmo
Joaquín del Olmo (Tampico, 20 aprile 1969) è un ex calciatore messicano, di ruolo centrocampista.

## Carriera

### Club
Inizia nel Tampico Madero, squadra della sua città, dove gioca per due stagioni, fino al 1990, anno nel quale passa al Veracruz, dove milita per quattro anni, guadagnandosi la chiamata della nazionale e il trasferimento ad una grande del calcio messicano, l'América di Città del Messico. Nel 1996 arriva l'unica esperienza fuori dal Messico, al Vitesse nei Paesi Bassi. Dopo sole sette partite, torna in patria, al Necaxa. Nel 1998 si lega al Tigres UANL, squadra in cui rimane dal 1998 al 2003, con brevi esperienze al Puebla e Jaguares. Nel 2005 si ritira nel Pumas UNAM.

### Nazionale
Ha giocato dal 1993 al 2000 con la nazionale messicana, collezionando 51 partite, segnando 3 reti e partecipando al campionato del mondo 1994.